# 空海
空海（くうかい、774年〈宝亀5年〉- 835年4月22日〈承和2年3月21日〉）は、平安時代初期の僧。諡号は弘法大師（こうぼうだいし）。真言宗の宗祖。俗名は佐伯 眞魚（さえき の まお）。
日本天台宗の宗祖である最澄と共に、日本仏教の大勢が今日称される奈良仏教から平安仏教へと転換していく流れの劈頭（へきとう）に位置し、中国より真言密教をもたらした。能書家でもあり、嵯峨天皇・橘逸勢と共に三筆のひとりに数えられている。
北伝仏教の大潮流である大乗仏教の中で、ヒンドゥー教の影響も取り込みながら誕生・発展しシルクロードを経て中国に伝わった密教の奥義や経典・曼荼羅などを、体系立てた形で中国から日本に伝来させた人物でもある。

## 生涯

### 佐伯眞魚

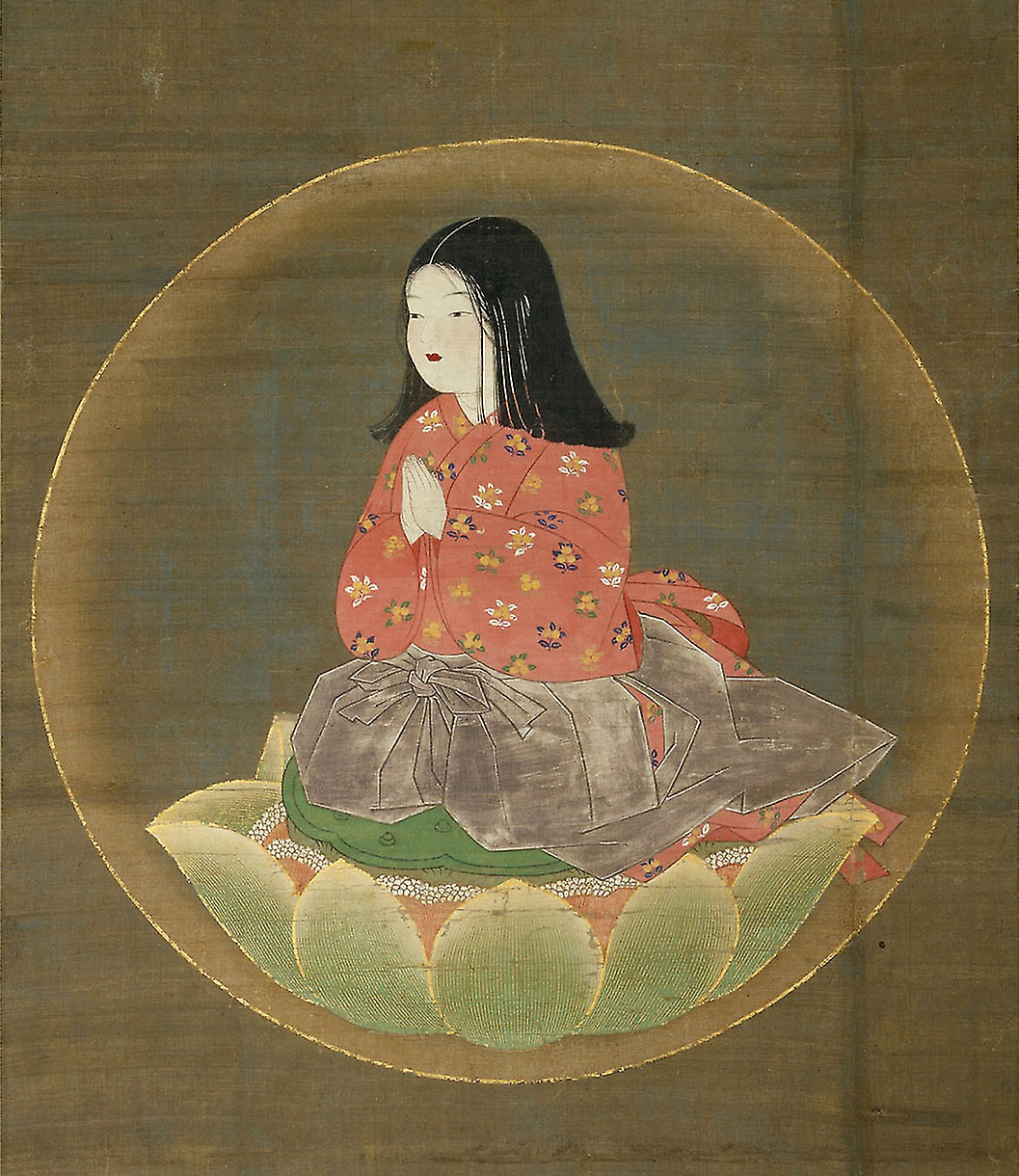

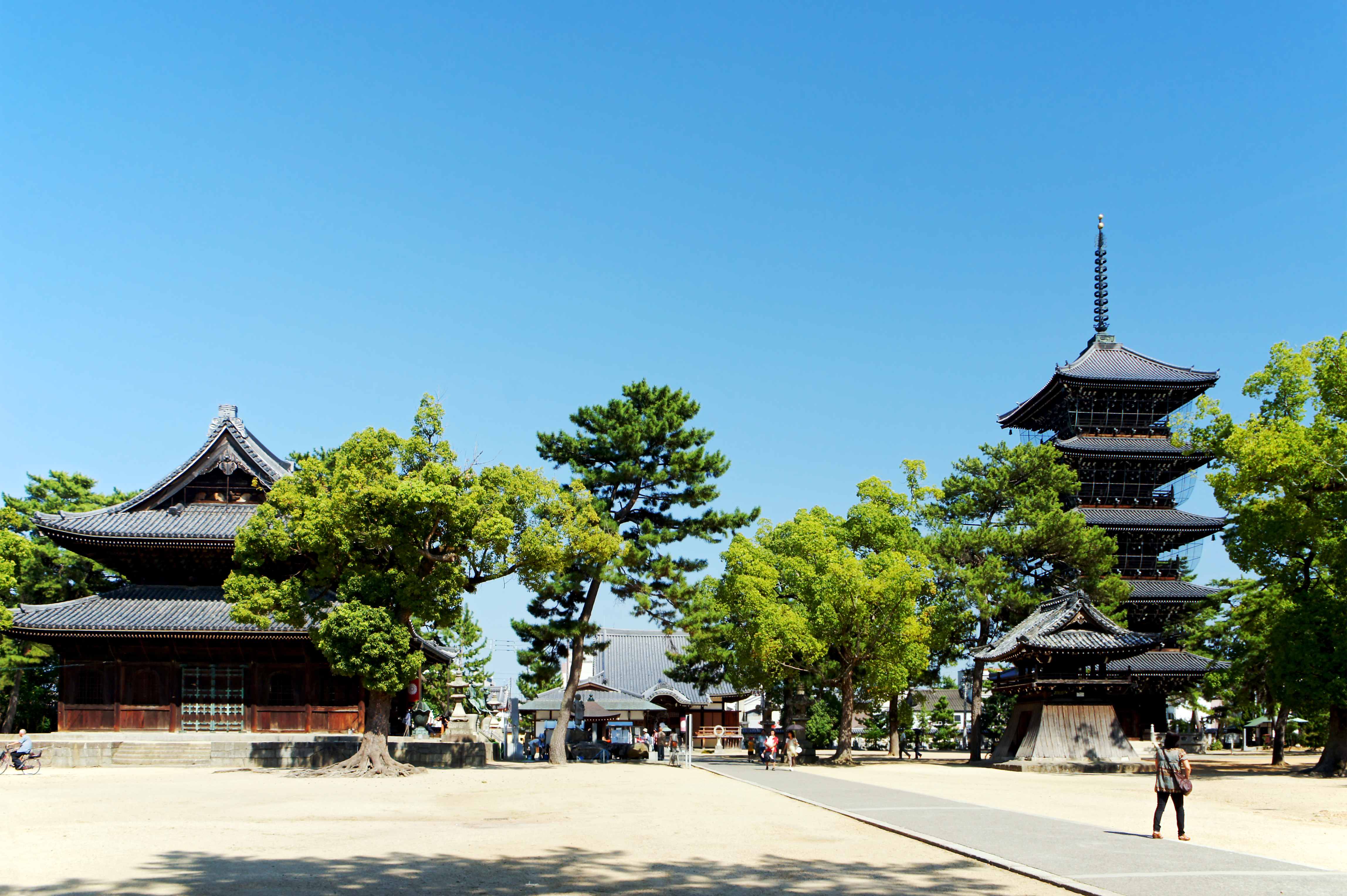
善通寺（香川県善通寺市）

宝亀5年（774年）、讃岐国多度郡屏風浦（現在の香川県）で生まれたという説がある。父は郡司・佐伯田公、母は安斗智徳の娘の玉依御前。幼名は眞魚。真言宗の伝承では空海の誕生日を6月15日と云われているが、正確には不詳である。
延暦7年（788年）、平城京に上る。上京後は、中央佐伯氏の佐伯今毛人が建てた氏寺の佐伯院に滞在した。
延暦8年（789年）、15歳で桓武天皇の皇子伊予親王の家庭教師であった母方の叔父である阿刀大足について論語、孝経、史伝、文章などを学んだ。延暦11年（792年）、18歳で京の大学寮に入った。大学での専攻は明経道で、春秋左氏伝、毛詩、尚書などを学んだ。

### 仏道修行

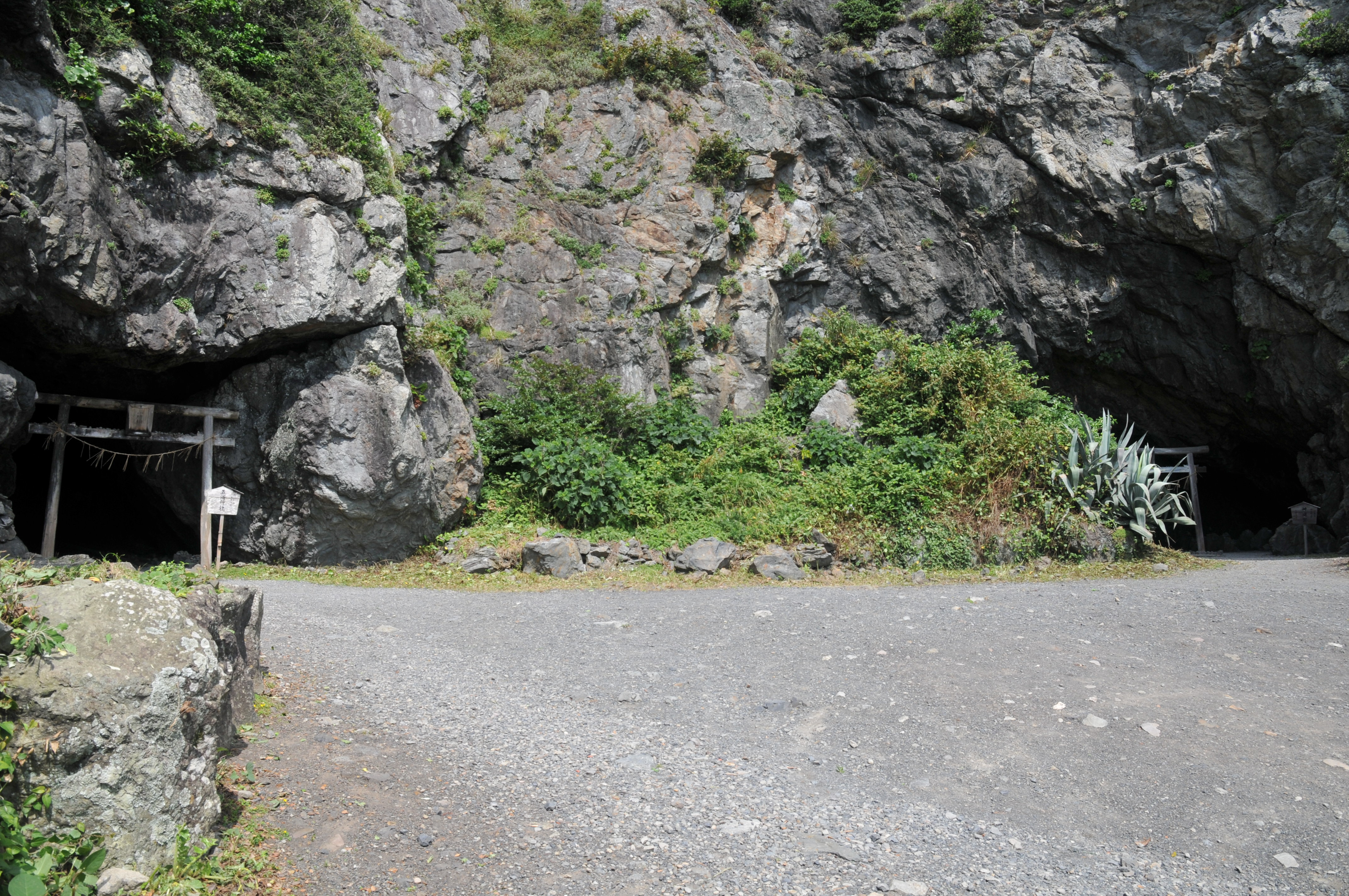
御厨人窟（高知県室戸市）

延暦12年（793年）、大学での勉学に飽き足らず19歳を過ぎた頃から山林での修行に入った。24歳で儒教・道教・仏教の比較思想論でもある『聾瞽指帰』を著し、俗世の教えが真実でないことを示した。この時期より入唐までの空海の足取りは不詳。『大日経』を初めとする密教経典に出会い、中国語や梵字・悉曇などにも手を伸ばした。
この時期、一沙門より「虚空蔵求聞持法」を授かっている。『三教指帰』の序文には、空海が阿波の大瀧岳や土佐の室戸岬などで求聞持法を修めたことが記され、とくに室戸岬の御厨人窟で修行をしているとき、口に明星が飛び込んできたと記されている。このとき空海は悟りを開き、当時の御厨人窟は海岸線が今よりも上にあり、洞窟の中で空海が目にしていたのは空と海だけであったため、空海と名乗った。求聞持法を空海に伝えた一沙門とは、旧来の通説では勤操とされていたが、現在では大安寺の戒明ではないかとの異説も立てられている。戒明は空海と同じ讃岐の出身で、その後空海が重要視した『釈摩訶衍論』の請来者である。
空海の得度に関しては、延暦12年に、20歳にして勤操を師とし和泉国槇尾山寺で出家したという説、あるいは25歳出家説が古くからとなえられていたが、延暦23年、遣唐使が遭難し来年も遣唐使が派遣されることを知ったとされる、入唐直前31歳の延暦23年（804年）に東大寺戒壇院で得度受戒したという説が有力視されている。太政官譜では延暦23年（804年）4月7日出家したと記載する。空海という名は太政官譜が初出である。鎌倉時代成立の『御遺告』には私度僧として無空とも名乗ったともある。

### 入唐求法
延暦23年（803年）、中国語の能力の高さや医薬の知識面での推薦も活かし、遣唐使の長期留学僧として唐に渡る。第18次遣唐使一行には、この時期すでに天皇の護持僧である内供奉十禅師の一人に任命されて、当時の仏教界に確固たる地位を築いていた最澄もいたが、空海はまったく無名の一沙門だった。同年5月12日、難波津を出航、博多を経由し7月6日、肥前国松浦郡田浦、五島市三井楽町 から入唐の途についた。
空海や彼と同様に乗船していた貴族の橘逸勢は遣唐大使の第1船で、最澄は第2船に乗船していた。第3船と第4船は遭難し、唐にたどり着いたのは第1船と第2船のみであった。

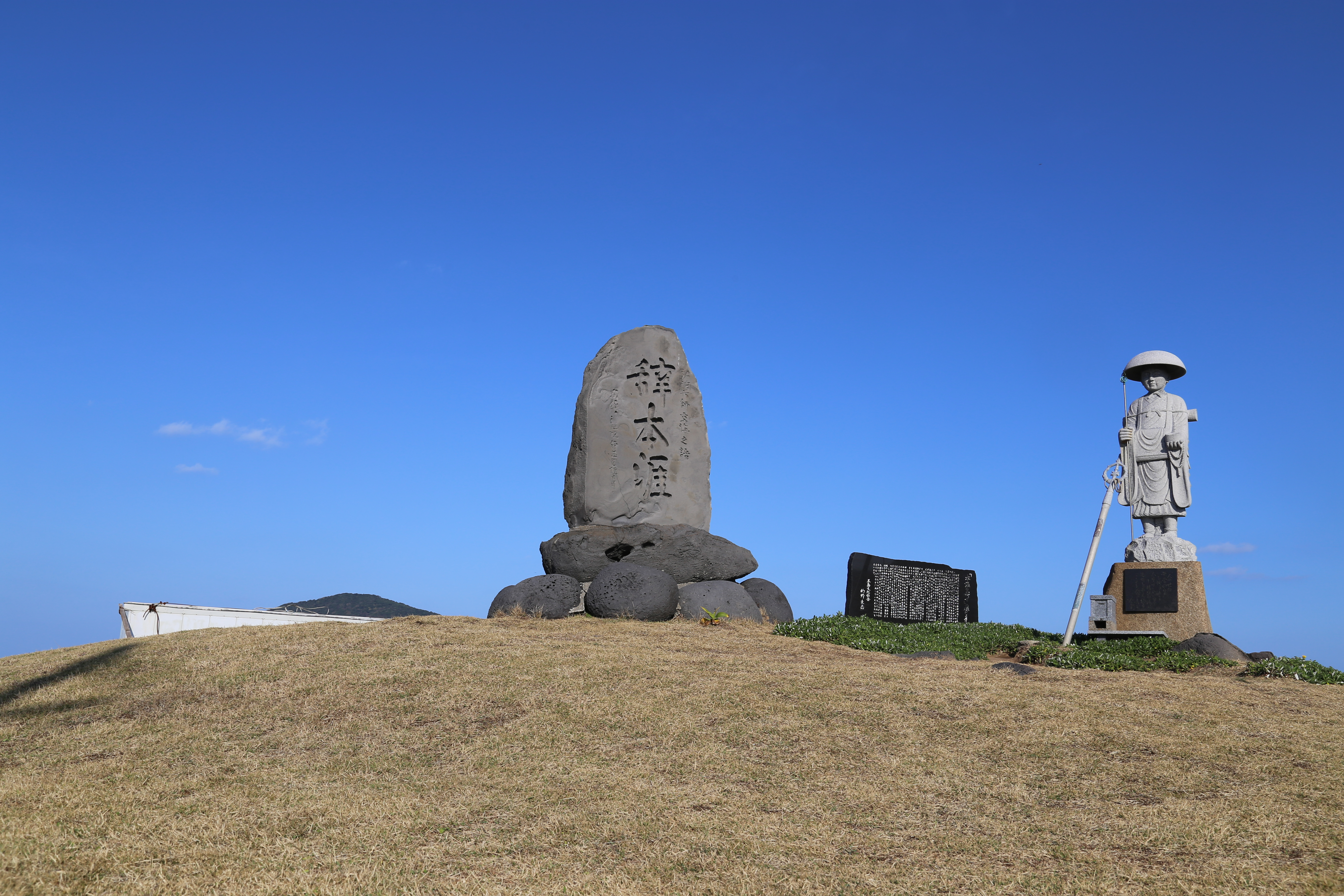
五島市三井楽 空海『「辞本涯」(日本さいはての地を去るの意)の碑』

空海の乗った船は、途中で嵐にあい大きく航路を逸れて貞元20年（804年）8月10日、福州長渓県赤岸鎮に漂着。海賊の嫌疑をかけられ、疑いが晴れるまで約50日間待機させられる。このとき遣唐大使に代わり、空海が福州の長官へ嘆願書を代筆している。また、空海個人での長安入京留学の嘆願書「啓」を提出し、「20年留学予定」であると記述している。その理路整然とした文章と優れた筆跡により遣唐使と認められ、同年11月3日に長安入りを許され、12月23日に長安に入った。
永貞元年（805年）2月、西明寺に入り滞在し、空海の長安での住居となった。長安で空海が師事したのは、まず醴泉寺の印度僧般若三蔵。密教を学ぶために必須の梵語に磨きをかけた。空海は般若三蔵から梵語の経本や新訳経典を与えられる。

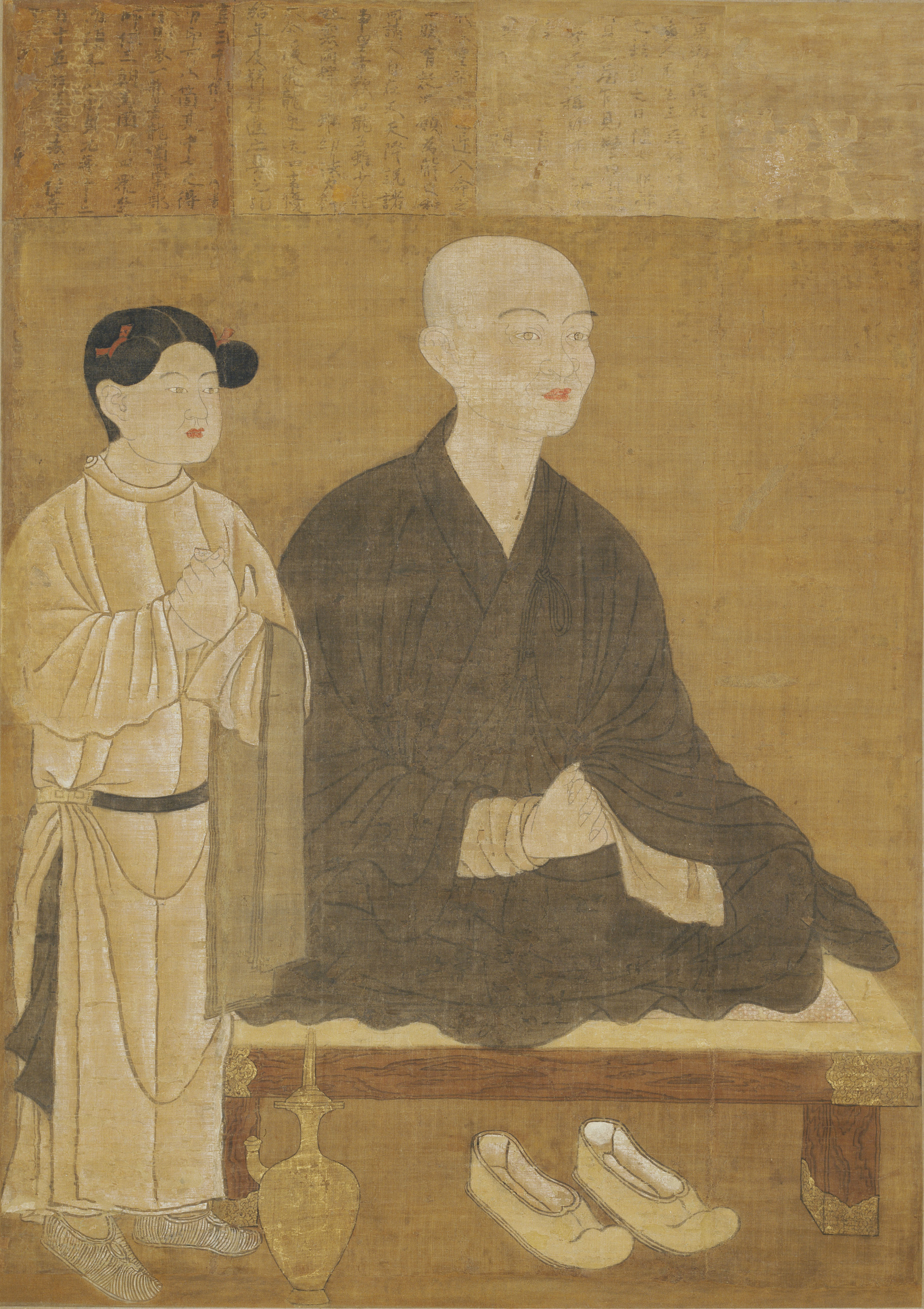
恵果（真言八祖像）

5月になると空海は、密教の第七祖である唐長安青龍寺の恵果和尚を訪ね、以降約半年にわたって師事することになる。恵果は空海が過酷な修行をすでに十分積んでいたことを初対面の際見抜いて、即座に密教の奥義伝授を開始し、空海は6月13日に大悲胎蔵の学法灌頂、7月に金剛界の灌頂を受ける。
8月10日には伝法阿闍梨位の灌頂を受け、「この世の一切を遍く照らす最上の者」を意味する遍照金剛（へんじょうこんごう）の灌頂名を与えられた。この名は後世、空海を尊崇するご宝号として唱えられるようになる。このとき空海は、青龍寺や不空三蔵ゆかりの大興善寺から500人にものぼる人々を招いて食事の接待をし、感謝の気持ちを表している。
8月中旬以降には、大勢の人たちが関わって曼荼羅や密教法具の製作、経典の書写が行われ、恵果和尚からは阿闍梨付嘱物を授けられた。伝法の印信である。阿闍梨付嘱物とは、金剛智 - 不空金剛 - 恵果と伝えられてきた仏舎利、刻白檀仏菩薩金剛尊像など8点、恵果和尚から与えられた健陀穀糸袈裟や供養具など5点の計13点である。対して空海は伝法への感謝を込め、恵果和尚に袈裟と柄香炉を献上している。
同年12月15日、恵果和尚が60歳で入寂。元和元年（806年）1月17日、空海は全弟子を代表して和尚を顕彰する碑文を起草した。そして、3月に長安を出発し、4月には越州に到り4か月滞在した。ここでも土木技術や薬学をはじめ多分野を学び、経典などを収集した。折しも遭難した第4船に乗船していて生還し、その後急に任命されて唐に再渡海していた遣唐使判官の高階遠成を通じ上奏して、「20年の留学予定を短縮し2年で留学の滞在費がなくなったこと」を理由に唐朝の許可を得て その帰国に便乗する形で、8月に明州を出航して、帰国の途についた。途中、暴風雨に遭遇し、五島列島福江島玉之浦の大宝港に寄港、そこで真言密教を開いたため、後に大宝寺は西の高野山と呼ばれるようになった。福江の地に本尊・虚空蔵菩薩が安置されていると知った空海が参籠し、満願の朝には明星の奇光と瑞兆を拝し、異国で修行し真言密教が日本の鎮護に効果をもたらす証しであると信じ、寺の名を明星院と名づけたという。

### 帰国

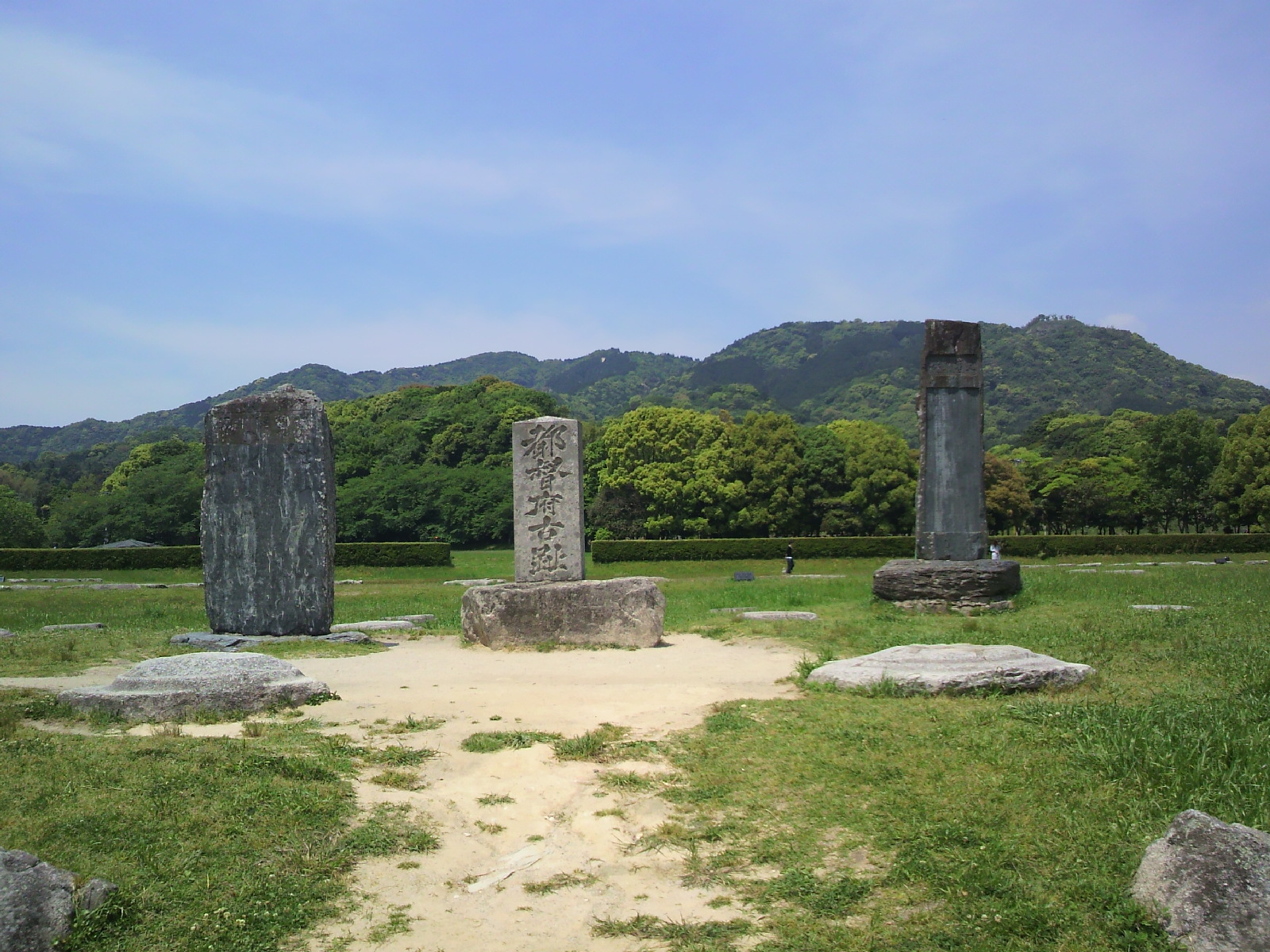
大宰府正殿跡（福岡県太宰府市）

大同元年（806年）10月、空海は無事、博多津に帰着。大宰府に滞在し、呉服町には東長寺を開基し、宗像大社神宮寺であった鎮国寺を創建した。10月22日付で朝廷に『請来目録』を提出。唐から空海が持ち帰った多数の経典類、両部大曼荼羅、祖師図、密教法具、阿闍梨付嘱物などが『請来目録』に記されている。
空海は20年の留学期間を2年で切り上げ帰国したため、空海に対して朝廷は大同4年（809年）まで入京を許可せず、大同元年10月の帰国後は入京の許しを待って数年間大宰府に滞在することを余儀なくされた。大同2年（807年）より2年ほどは大宰府・観世音寺に止住している。この時期空海は個人の法要を引き受け、その法要のため密教図像の制作などをしていた。

### 真言密教の確立

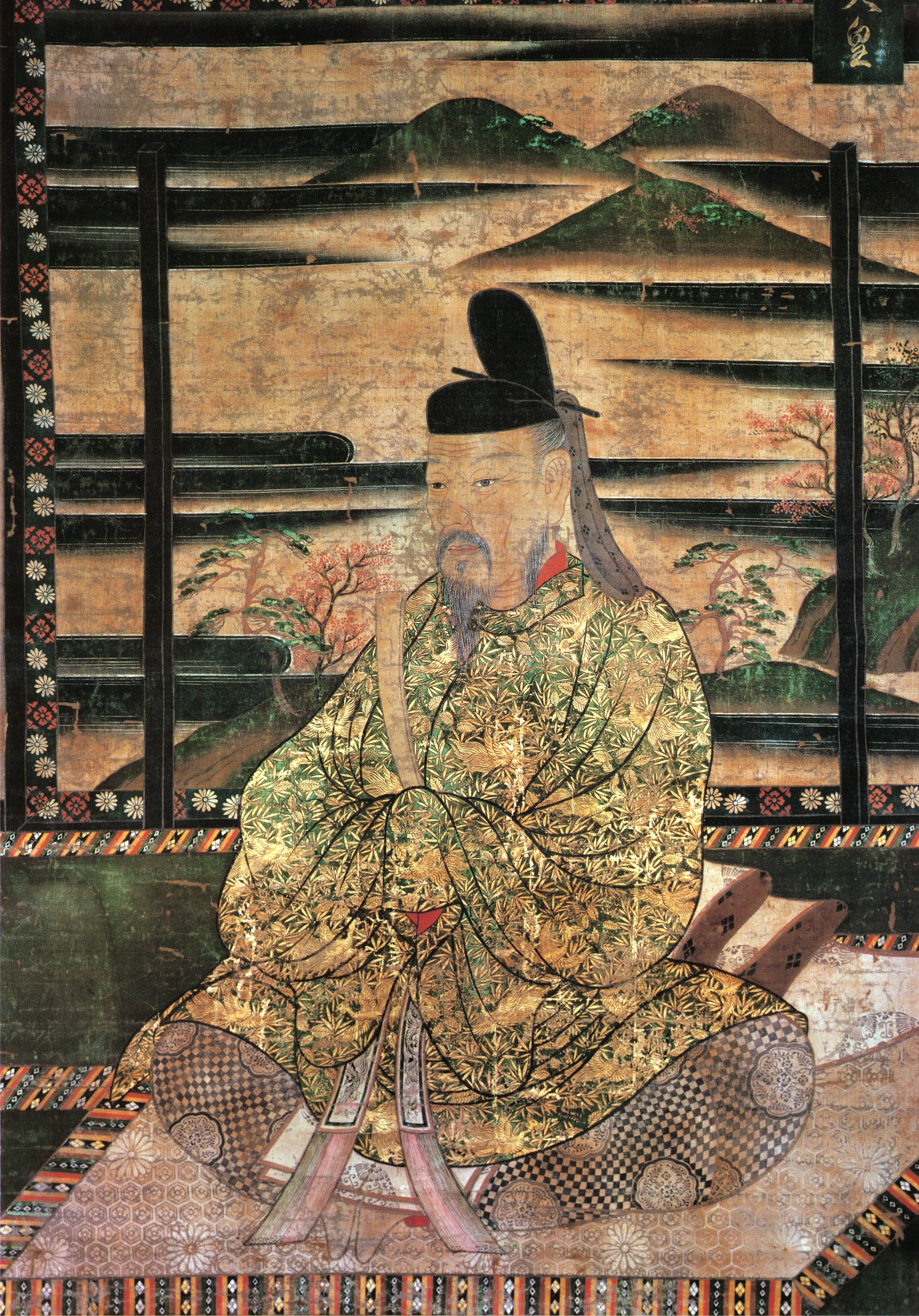
嵯峨天皇

大同4年（809年）、空海はまず和泉国槇尾山寺に滞在し、7月の太政官符を待って入京、和気氏の私寺であった高雄山寺に入った。この空海の入京には、最澄の尽力や支援があった。その後、2人は10年程交流関係を持った。密教の分野に限っては最澄が空海に対して弟子としての礼を取っていた。しかし、法華一乗を掲げる最澄と密厳一乗を標榜する空海とは徐々に対立するようになり、弘仁7年（816年）初頭頃に訣別する。2人の訣別に関しては、後述の最澄からの理趣釈経の借覧要請を空海が拒絶したことや、最澄の弟子泰範が空海の下へ走った問題もある。
大同5年（810年）、薬子の変が起こったため、嵯峨天皇につき鎮護国家のための大祈祷を行った。
弘仁2年（811年）から弘仁3年（812年）にかけて、乙訓寺（京都府長岡京市）の別当を務めた。
弘仁3年11月15日、高雄山寺にて金剛界結縁灌頂を開壇した。さらに12月14日には胎蔵灌頂を開壇。入壇者は最澄やその弟子円澄、光定、泰範のほか190名にのぼった。
弘仁4年（813年）11月23日、最澄が空海に「理趣釈経」の借覧を申し入れたが、密教の真髄は口伝による実践修行にあり、文章修行は二の次という理由で空海は拒否した。
弘仁6年（815年）春、会津の徳一菩薩、下野の広智禅師、萬徳菩薩などの東国有力僧侶の元へ弟子康守らを派遣し密教経典の書写を依頼した。時を同じくして西国筑紫へも勧進をおこなった。この頃『弁顕密二教論』を著している。
弘仁7年（816年）6月19日、修禅の道場として高野山の下賜を請い、7月8日には、高野山を下賜する旨勅許を賜る。翌弘仁8年（817年）、泰範や実恵ら弟子を派遣して高野山の開創に着手し、弘仁9年（818年）11月には、空海自身が勅許後はじめて高野山に登り翌年まで滞在した。弘仁10年（819年）春には七里四方に結界を結び、伽藍建立に着手した。
この頃、『即身成仏義』『声字実相義』『吽字義』『文鏡秘府論』『篆隷万象名義』などを立て続けに執筆した。
弘仁10年7月、嵯峨天皇の勅命によって宮中の中務省に居住した。勅命の理由は不詳であるが、官人の文章作成能力の向上という天皇の依頼に応えるためだったとみられている。
弘仁12年（821年）、満濃池（まんのういけ）の改修を指揮して、アーチ型堤防など当時の最新工法を駆使し工事を成功に導いた。
弘仁13年（822年）、太政官符により東大寺に灌頂道場真言院建立。この年平城上皇に灌頂を授けた。

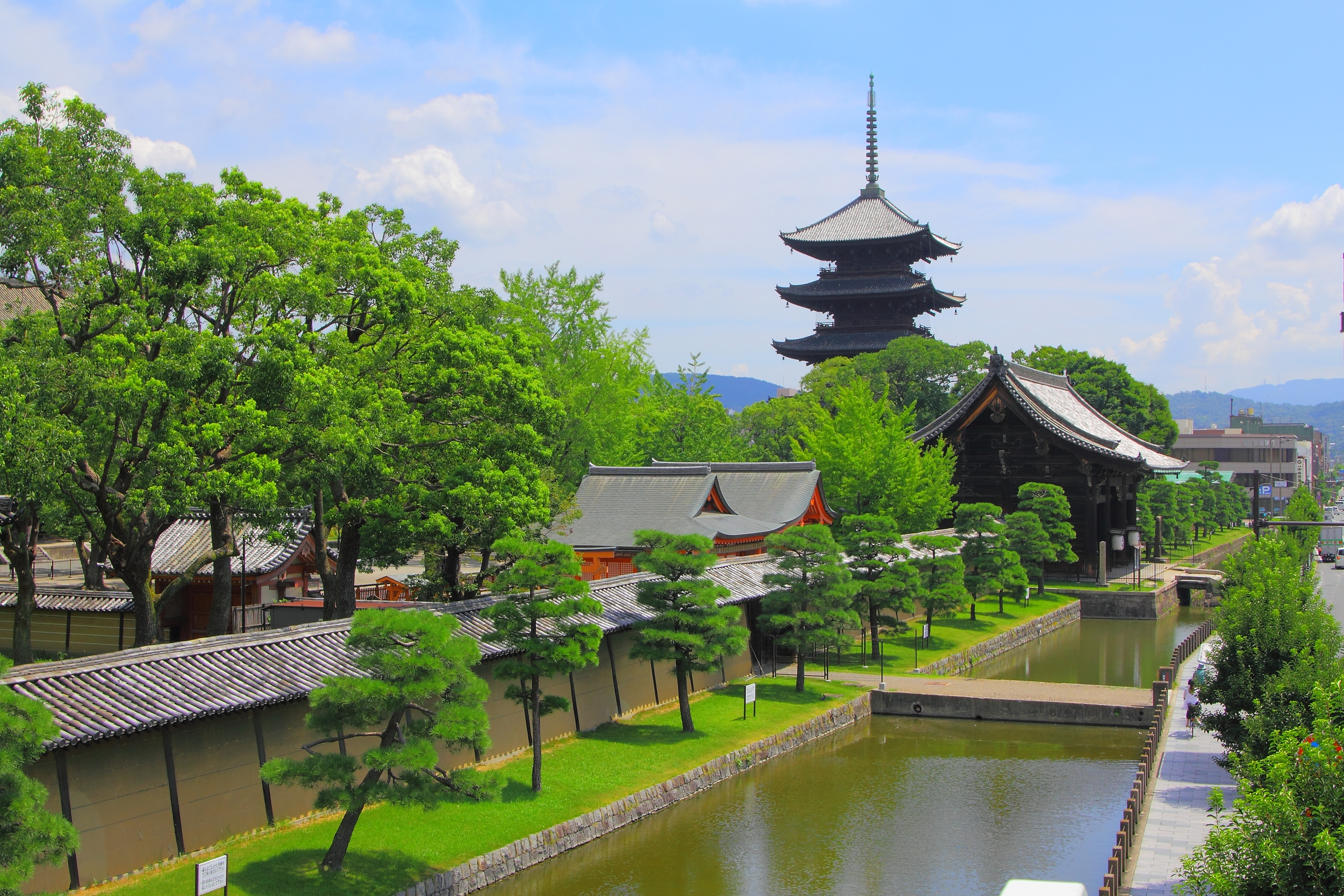
東寺（京都府京都市）

弘仁14年（823年）正月、太政官符により東寺を賜り、真言密教の道場とした。
天長元年（824年）2月、勅により神泉苑で祈雨法を修した。3月には少僧都に任命され、僧綱入り。6月に造東寺別当。9月には高雄山寺が定額寺となり、真言僧14名を置き、毎年年分度者一名が許可となった。天長5年（828年）には『綜藝種智院式并序』を著すとともに、東寺の東にあった藤原三守の私邸を譲り受けて私立の教育施設「綜芸種智院」を開設。当時の教育は、貴族や郡司の子弟を対象にするなど、一部の人々にしか門戸を開いていなかったが、綜芸種智院は庶民にも教育の門戸を開いた学校であった。綜芸種智院の名に表されるように、儒教・仏教・道教などあらゆる思想・学芸を網羅する総合的教育機関でもある。『綜藝種智院式并序』において「物の興廃は必ず人に由る。人の昇沈は定んで道にあり」と、学校の存続が運営に携わる人の命運に左右される不安定なものであることを認めたうえで、「一人恩を降し、三公力をあわせ、諸氏の英貴諸宗の大徳、我と志を同じうせば、百世継ぐを成さん」と、天皇、大臣諸侯や仏教諸宗の支持・協力のもとに運営することで恒久的な存続を図る方針を示している。ただし、実現はしなかったらしく、綜芸種智院は空海入滅後10年ほどで廃絶した。はるか後年になって、種智院大学および高野山大学がその流れを受け継いでいる。
天長6年（829年）、白雉元年（650年）に役行者が創建した京都の志明院を再興した。
天長7年（830年）、淳和天皇の勅に答え『秘密曼荼羅十住心論』十巻を著し、後に本書を要約した『秘蔵宝鑰』三巻を著した。
天長8年（831年）5月末病を得て、6月大僧都を辞する旨上表するが、天皇に慰留された。
天長9年（832年）8月22日、高野山において最初の万燈万華会が修された。空海は、願文に「虚空盡き、衆生盡き、涅槃盡きなば、我が願いも盡きなん」と想いを表している。秋より高野山に隠棲し、穀物を断ち禅定を好む日々に入る。
承和元年（834年）2月、東大寺真言院で『法華経』、『般若心経秘鍵』を講じた。12月19日、毎年正月宮中において真言の修法を行いたい旨を奏上。同29日に太政官符で許可され、同24日の太政官符では東寺に三綱を置くことが許されている。

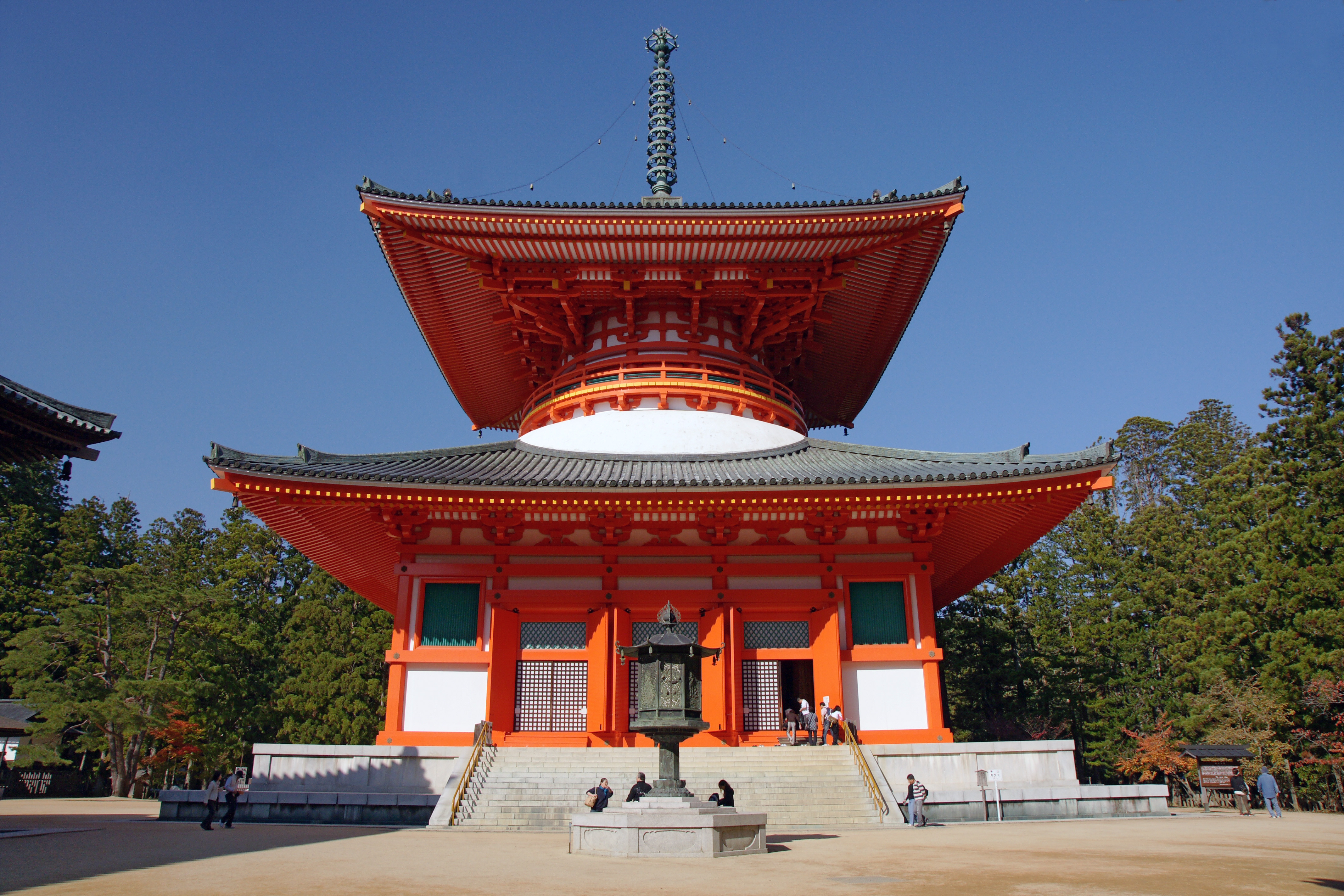
金剛峯寺（和歌山県高野町）

承和2年（835年）、1月8日より宮中で後七日御修法を修す。1月22日には、真言宗の年分度者3人を申請して許可されている。2月30日、金剛峯寺が定額寺となった。3月15日、高野山で弟子達に遺告を与え、3月21日午前4時 に入定した。享年62歳。
伝真済撰『空海僧都伝』によると死因は病死で、『続日本後紀』によると遺体は荼毘に付されたとある。しかし後代には、入定したとする文献が現れる。
天長8年に病を得て以降の空海は、文字通り生命がけで真言密教の基盤の強化とその存続のために尽力した。とくに承和元年12月から入滅までの3か月間は、後七日御修法が申請から10日間で許可されその10日後には修法、また年分度者を獲得し金剛峯寺を定額寺とするなど、密度の濃い活動を行った。すべてをやり終えた後に入定した。

## 弘法大師

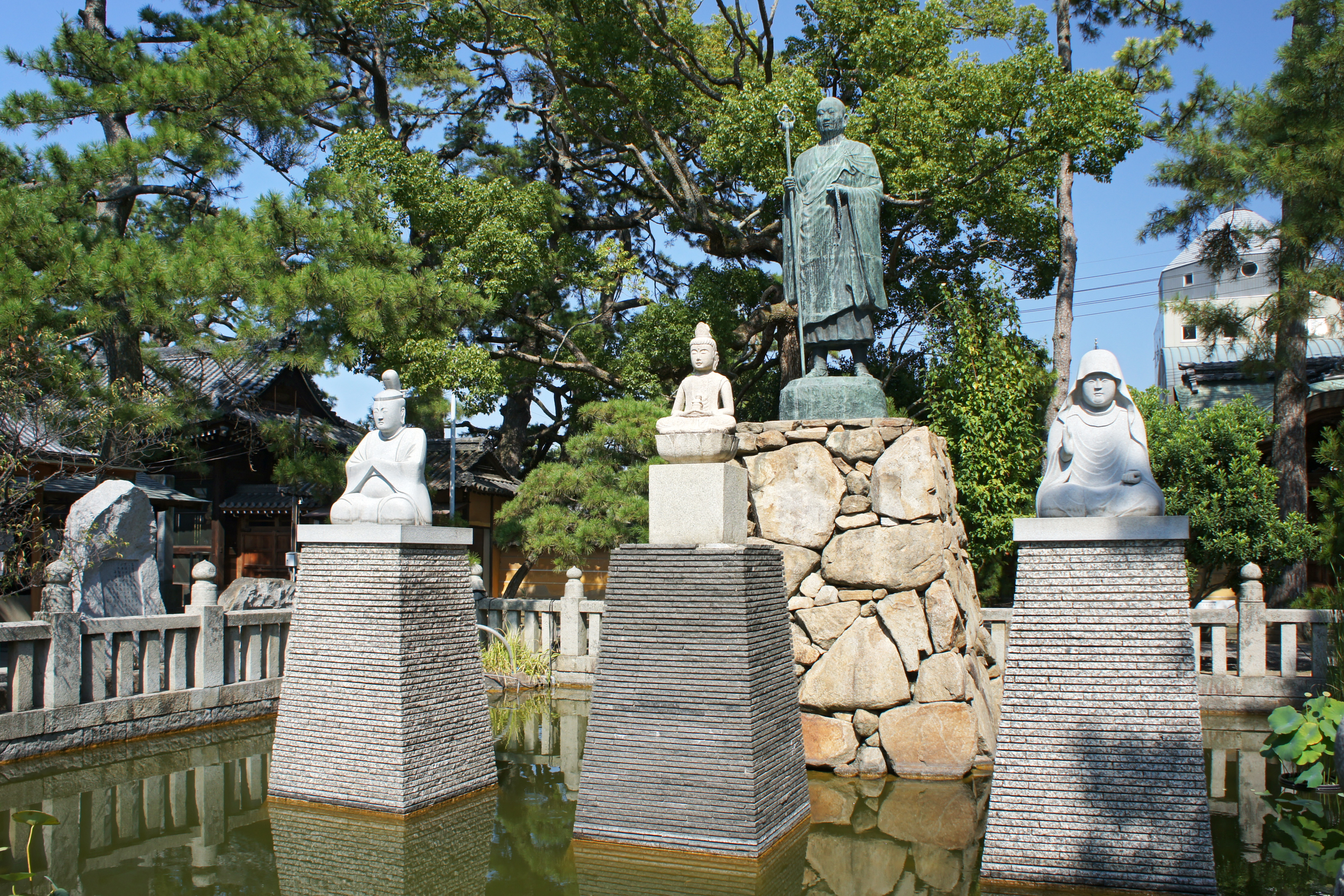
旧宅跡に建つ弘法大師像（善通寺西院）

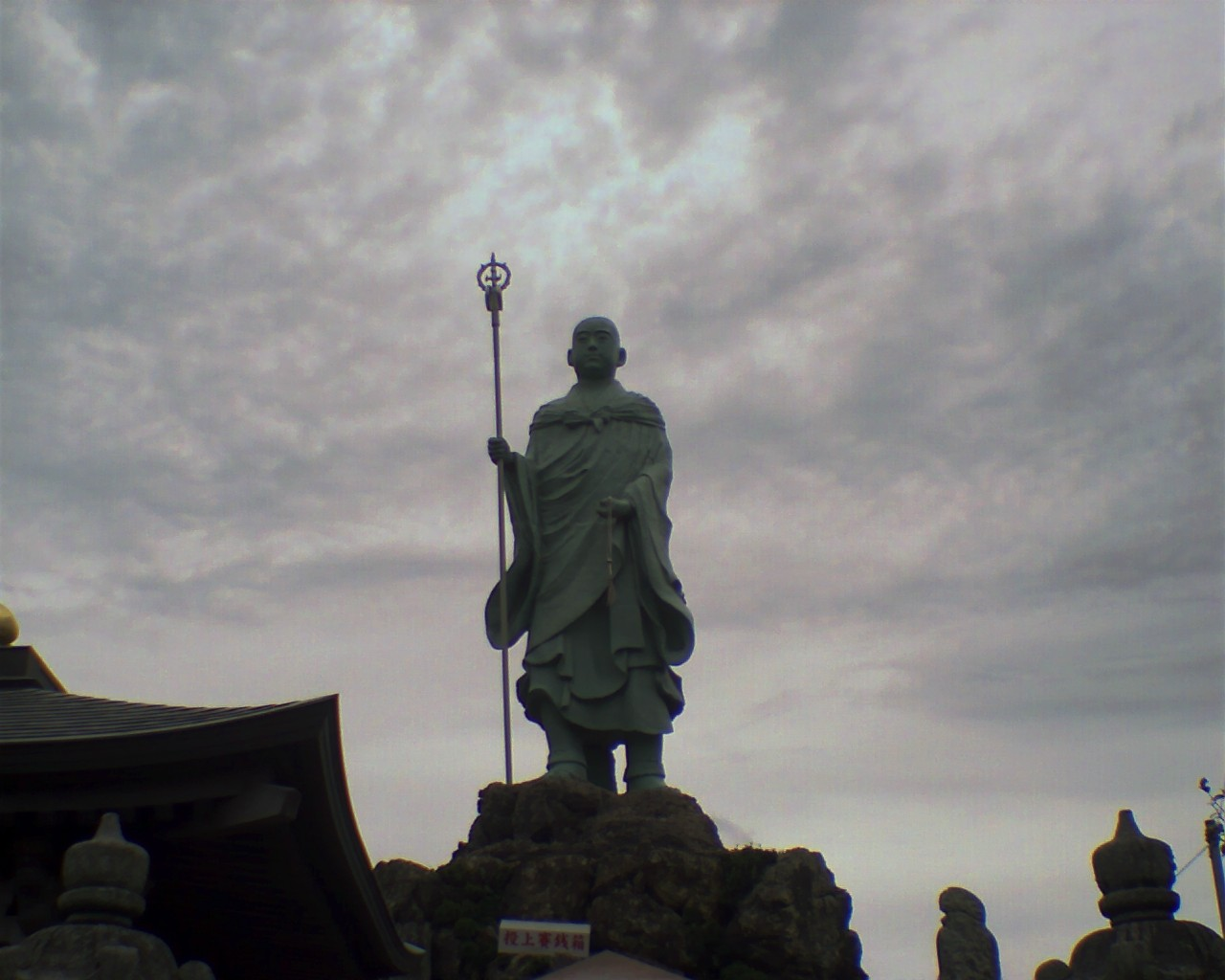
篠栗四国八十八箇所・遍照院内に建つ弘法大師像

延喜21年（921年）10月27日、東寺長者観賢（かんげん）の奏上により、醍醐天皇から「弘法大師」の諡号（しごう）と桧皮色の御衣下賜の勅命が下された。その後、観賢とその弟子の淳祐（しゅんにゅう）は下賜伝達のため高野山の御廟へ行った。
高野山壇上伽藍・根本大塔の塔内に昭和天皇宸筆の扁額「弘法」が掲げられている。
最初は「本覚大師」の諡号とされていたが、「弘法利生（こうぼうりしょう）」の業績から、「弘法大師」の諡号となった。
中世に入ると、空海の評伝は絵画化された。「弘法大師伝絵」と呼ばれ、絵巻の作品が中心である。「高野大師行状図画」、「弘法大師行状絵巻」など空海のさまざまな伝説が、全国に知られる一因ともなった。
真言宗では、宗祖空海を「大師」と崇敬し、その入定を死ではなく禅定に入っているものとする。高野山奥之院御廟で空海は今も生き続けていると信じ、「南無大師遍照金剛」 の称呼によって宗祖への崇敬を確認することが修行の一環となっている。なお、真言宗醍醐派では、空海に大師号が贈られる以前から帰依し信仰していたことを強調するため「南無遍照金剛」 と大師をつけずに呼ぶ場合がある。
故郷である四国において彼が山岳修行時代に遍歴した霊跡は、四国八十八箇所に代表されるような霊場として残り、それ以降霊場巡りは幅広く大衆の信仰を集めている。

## 入定に関する諸説
高野山の人々や真言宗の僧侶の多くにとっては、高野山奥之院の霊廟において現在も空海が禅定を続けているとされている。
歴史学的文献には『続日本後紀』に記された淳和上皇が高野山に下した院宣に空海の荼毘式に関する件が見えること、空海入定直後に東寺長者の実慧が青竜寺へ送った手紙の中に空海を荼毘に付したと取れる記述があることなど、火葬されたことが示唆されている。桓武天皇の孫、高岳親王は、十大弟子のひとりとして、遺骸の埋葬に立ち会ったとされる。
現存する資料で空海の入定に関する初出のものは、入寂後100年以上を経た康保5年（968年）に仁海が著した『金剛峰寺建立修行縁起』である。
後述のように空海に関しては史実にまして伝承が多く、開山伝説や開湯伝説などが無数に存在する。

## 弟子

### 十大弟子
元慶2年11月11日に空海の弟子真雅が朝廷に言上した「本朝真言宗伝法阿闍梨師資付法次第の事」によれば、空海の付法弟子は、真済、真雅、実恵、道雄、円明、真如、杲隣、泰範、智泉、忠延の10人とされ、釈迦の十大弟子になぞらえ、弘法大師十大弟子とも称するようになった。十大弟子の語の初出は慶長年間の成立とみられる頼慶『弘法大師十大弟子伝』。

### その他の弟子
付法弟子とされる10人以外にも多くの弟子がおり、貞享元年成立の智灯『弘法大師弟子伝』では計20人の記述があり、弟子全てを網羅することを目指した天保13年刊の道猷『弘法大師弟子譜』では、計70人を載せている。
著名な弟子としては以下の僧が挙げられる。
- 『弘法大師弟子伝』…堅恵、真泰、道昌、真紹、真然、如意尼、常暁、真際、真境、真体
- 『弘法大師弟子譜』…円行、最澄、光定、円澄

## 肖像

等々力渓谷の稚児大師御影堂

弘法大師信仰の高まりにともない、様々な空海の肖像が作成された。空海が遺したとされる「御遺告」や空海の評伝に拠ったものが多い。その図像は、多岐にわたり、寺院などに祀られるだけでなく、空海の生涯を振り返り、日本各地に伝わる空海の伝承を知るよすがとなっている。また、図像は御札・お守りなどとして現在も広く流布し、弘法大師信仰が展開した形のひとつともなっている。
弘法大師誕生佛
「聖徳太子弘法大師一體鈔」には、空海は聖徳太子の生まれ変わりであるという説が記されており、聖徳太子に酷似した像が造立される基となったとされる。そのためか「聖徳太子二歳像」に酷似している。また、大江匡房が記した大師讃に「合掌シテコソ生ケル」、要集に「宝亀五年甲寅（中略）金剛合掌シテ生ル」とある。上半身は裸体で、裙を着け、金剛合掌した立像である。絵像・仏像とも作例がある。
弘法大師誕生佛を稚児大師と称する場合がある。
弘法大師の誕生日とされる、6月15日に行う行事「青葉祭」では、釈迦の誕生を祝う「花まつり」にならい、金属製の弘法大師誕生佛を花御堂内の浴盤へ安置し、像の頭上から、柄杓で甘茶を注ぐことを行う寺院もある。京都の仁和寺・東寺などで行われている。
稚児大師

「御遺告書」の中に空海が「5～6歳の頃、蓮華座に座して諸佛と物語る」とあるのに基づいて図像化した。袴を着けた童形の空海が金剛合掌し、蓮華座に座している。仏画・仏像とも作例がある。仏画では月輪を後背としている。
香川県の善通寺の所蔵の稚児大師は、童形の立像で、両手をお腹あたりまで下げて、両手の掌の上で五輪塔を安置している姿である。
弘法大師の誕生日とされる、6月15日に行う行事「青葉祭」では、稚児大師を祀る真言宗の寺院も多い。また、真言宗の寺院が経営する保育所・幼稚園では、稚児大師が、空海の幼少期の姿であることから、空海にあやかり、通っている幼児・児童の守り仏として稚児大師を祀っている施設もある。
修行大師
袈裟・網代笠・錫杖・脚絆・草履の姿の立像が一般的である。手に仏鉢・念珠・五鈷杵を持した像がある。空海が巡錫・行乞・行脚し、修行している姿を彷彿とさせる姿である。遍路が出来ない人々は、修行大師を参拝することで、修行大師が参拝した人の代わりになって、遍路を行ってもらえるという信仰がある。
真如様大師（しんにょようだいし）
真如式大師。御影大師（みえいだいし）。特に高野山壇上伽藍の御影堂に奉安されている真如親王が描いた空海の姿を「高野山本」と称することもある。水原尭栄 著『弘法大師影像図考』では、真如様大師のことを「普通大師」と記しているぐらい、空海の肖像で最も流布されている姿でもある。
高野山壇上伽藍・御影堂に奉安してある絵像の大師。真如式大師。真如親王が空海在世中に描いたとされ、空海が描かれた眼に筆を入れ、開眼したという伝承がある。椅子式の牀座に座し、前身に木欄色の袈裟をまとう。顔をやや右方向へ向け、右手に五鈷杵、左手に念珠を持つ。椅子の下には水瓶・木履が置かれている。
椅子式の牀座は天皇が空海に下賜したと伝わっている。また、水瓶が置かれている意味は、「瓶の中の水を一滴の水も遺さずに、もう一つの瓶へ移すように、師から弟子へ漏れなく密教を伝えること」を「写瓶相承」という。その喩えで、使われている水瓶を描くことで、空海が密教相承の正嫡であることを示している。また、現在、一般的に使われている真言宗の念珠とは形が異なっている、「御請来念珠」・「御影念珠」と言われる念珠を手に持している図像もある。
八祖式大師
栄海式大師。姿は真如様大師とほぼ同一だか、四脚床几に座している。真言八祖の肖像を作るとき、空海の肖像は、この様式を採ることが多い。他の七祖も四脚床几に座し、床には水瓶・木履が置かれている。
単独でこの様式が採られた作例もある。作例としては、絹本著色弘法大師像 画賛
入定大師
朝廷より大師号下賜の勅許が下されたことを報告するために、観賢らが、空海が入定している高野山の岩窟を開扉し、入定している空海に対面したが、その時の空海の姿を文献・伝承に拠って図像にした。木欄色の袈裟姿で長髪の空海が印を衣の袖の中で結んでいる。また、腕に念珠を掛けている図像もある。
真如様大師を入定大師と称することもある。
秘鍵大師
空海が記した「般若心経秘鍵」を根拠にし、空海が、宮中にて「般若心経」を講讃する姿を図像にした。空海が、木欄色の袈裟をつけ、月輪中に「般若心経秘鍵」を所持し、八葉蓮華上に座し、右手に「鍵」、紅色の円形の後背があるもの。円形の後背をつけ、座して、右手に利剣、左手に念珠を持つ姿などがある。「般若心経」の本尊佛・疫病除の本尊として信仰されている。室町時代以降に盛んに流布されていたと推察される。
八宗論大日如来
嵯峨天皇が空海を御所の清涼殿へ召して、空海が他宗の学僧・高僧と論議を行った。その際、真言密教の奥旨を示すため、清涼殿で空海自身が大日如来の姿になった。その姿を図像にした。清涼殿大師。
日輪大師（にちりんだいし）
「入定形像空海」には、空海が日輪を抱いて入定したという伝承、「両部神道書」には、天照太神と空海の三昧が同心であると解釈し、日輪三昧を行ったと記されている。神仏習合の影響を色濃く受けている。
「諸尊真影本誓集」の中に、弘法大師御遺告略文の項目を立てて、弘法大師と天照尊が同体であると解釈し、常に「日宮」に居して、日輪三昧に入っていると記されている。これは、空海が大日如来と同体で、大日如来と天照大神が同体であるという解釈から、「天照大神」と「弘法大師」を同体とみる信仰があると考えられる。空海の肖像のなかでも、特に神仏習合の影響を色濃く受けている。
作例としては、高野山奥之院護摩堂に祀られている弘法大師像で、厨子の中に納められている。赤蓮華座に結跏趺坐し、赤色円形の後背がある。法量・一尺九寸、台座を除いた身体のみの法量・七寸。江戸時代の作。
彌勒大師（みろくだいし）
空海は弥勒菩薩と関わりが深い。高野山奥之院御廟の柱に一対の「聯」が掲げられている。その聯には「我昔遇薩埵 親悉傳印明發無比誓願 陪邊地異域晝夜愍萬民 住普賢悲願 肉身證三昧 待慈氏下生」と記されている。この文章は空海の言葉とされ、一部を意訳すれば、「弥勒菩薩が下生されるまで、あらゆる場所に現れて、昼夜を通して、苦しむ衆生に慈悲を掛けるために、肉身のまま瞑想に入る」。この言葉が空海が、高野山で入定した理由とも言える。また、東寺の定額僧・縁実が、香川県の善通寺の別当になり、下向し、善通寺で空海の筆からなる文書を感得した。その感得した文書である「日々影向文」には、「卜居於高野樹下遊神 於都卒雲上 不闕日々之影向 検知處々之遺跡」とあり、弥勒菩薩の浄土である「兜率天」に空海が住していると認識されていた。
作例としては、高野山奥之院燈籠堂に安置している木像。江戸時代の作と推定される。台座は、下から雲形・羯磨・蓮台で構成され、蓮台の上に空海が座し、右手に五鈷杵 左手に五輪塔を持している。後背には「光明真言」が彫られている。法量・一尺一寸、身体のみの法量五寸。
瑜祇灌頂姿の大師
密教の儀礼の「瑜祇灌頂」（ゆぎかんじょう）を行うときに、中院流では、空海の姿を描いた御影（おみえ）を敷曼荼羅として敷く。その御影に描かれている空海の姿。この図像は、真如式大師とほぼ同一だか、顔が正面を向いているという特徴がある。
鯖大師
徳島県の八坂八濱の鯖瀬に行基庵がある。そこに鯖大師が祀ってあり、その地が「鯖大師信仰」の起源地とされている。現在、行基庵は四国別格霊場・鯖大師本坊となっている。空海が四国行脚の途中、塩鯖を持っている馬子に塩鯖を乞うたが、空海が僧であるために断った。まもなく、鯖を荷として負っている馬が腹痛を起こし倒れた。馬子が空海に馬の腹痛の平癒のため、祈祷をたのんだ。空海が祈祷を行うと腹痛が止んだ。馬子は返礼に塩鯖を布施として渡したが、空海はその塩鯖に三密加持を行い、海に放ったところ、蘇生した塩鯖が海に帰ったという伝承に基づいて図像化した。
姿は修行大師とほぼ同様であるが、左手に鯖、右手に念珠を持している立像である。作例としては、鯖大師本坊の大師堂、大阪市港区・釈迦院の境内に鯖大師の石像がある。
瞬目大師（めひきだいし）
香川県善通寺蔵。「弘法大師御誕生所 屏風浦 善通寺略記」に拠れば、承元3年8月1日、土御門天皇が百官を伴い、真如様大師の絵像を叡覧されたところ、その絵像の眼が瞬きをされた。そのことから、土御門天皇が勅して、叡覧された絵像を「瞬目大師」と命名された。
廿日大師
高野山清浄心院蔵。木像で、背中に「微雲管」の三文字の記文がある。空海が入定の前日に自身の木像を刻み、背の上に「微雲管」と書き入れたと伝えられている。
萬日大師（まんにちだいし）
高野山金剛峯寺蔵。室町・桃山時代の木像で、真如様大師の形を踏襲している。椅子式の牀座・水瓶・木履はない。「紀伊続風土記」によると、ある行者が、弘法大師の像を約30余年間にわたり、礼拝したところ、空海が現れて「万日の功・真実なり」と言って、東方を向いた。行者が夢から覚めると、像の首が左に向いていたという伝承から、その像が、「萬日大師」と称されるようになったという。
北面大師（きたむきのだいし）
高野山三宝院蔵。鎌倉時代の木像で、真如様大師の形を踏襲している。椅子式の牀座・水瓶・木履はない。顔を右に向けているので、北向大師という名称となった。顔を北へ向けているのは、高野山より北の方角にある、京都の御所、すなわち、皇城鎮護のために祈る姿を表しているとされる。

## 年譜
| 和暦     | 西暦  | 日付     | 年齢 | 事柄                                                                                            |
| -------- | ----- | -------- | ---- | ----------------------------------------------------------------------------------------------- |
| 延暦11年 | 792年 |          | 18歳 | 長岡京の大学寮に入り、明経道を専攻する。                                                        |
| 延暦17年 | 798年 |          | 24歳 | 聾瞽指帰を著した。                                                                              |
| 延暦23年 | 804年 |          | 31歳 | 東大寺戒壇院で得度受戒した。                                                                    |
| 延暦23年 | 804年 | 12月23日 | 31歳 | 第16次遣唐使留学僧として長安に入った。                                                          |
| 延暦24年 | 805年 | 5月      | 32歳 | 密教の第七祖・青龍寺の恵果和尚に師事。                                                          |
| 延暦24年 | 805年 | 8月10日  | 32歳 | 伝法阿闍梨位の灌頂を受け、遍照金剛の灌頂名を与えられた。                                        |
| 大同元年 | 806年 | 10月     | 33歳 | 20年間の予定を2年間で帰国したため、帰京の許可を得るまで大宰府の観世音寺に滞在することになった。 |
| 弘仁7年  | 816年 | 7月8日   | 43歳 | 朝廷より高野山を賜る。                                                                          |
| 弘仁12年 | 821年 |          | 48歳 | 満濃池の改修を指揮した。                                                                        |
| 弘仁13年 | 822年 |          | 49歳 | 太政官符により東大寺に灌頂道場真言院を建立した。平城上皇に灌頂を授けた。                        |
| 弘仁14年 | 823年 | 正月     | 50歳 | 太政官符により東寺を賜り、真言密教の道場にした。                                                |
| 天長5年  | 828年 | 12月15日 | 55歳 | 京に私立の教育施設「綜芸種智院」を開設した。                                                    |
| 天長9年  | 832年 | 8月22日  | 59歳 | 高野山において最初の万燈万華会が修された。                                                      |
| 承和2年  | 835年 | 3月21日  | 61歳 | 入定した。                                                                                      |
| 延喜21年 | 921年 | 10月27日 |      | 東寺長者観賢の奏上により、醍醐天皇から「弘法大師」の諡号が贈られた。                            |

## 評価

### 真言宗の開祖として
空海は、江戸時代には、「お大師さん」として人々から親しまれていた。その一方で、「純正の日本に仏教という外来の不純な思想を持ち込んだ」として本居宣長などから批判もされた。明治時代には、廃仏毀釈運動によって一時期評価が下がることもあった。
空海は、「今もなお高野山に隠れている」ということから、空海が高野山に隠れてから50年ごとに「御遠忌」法要が営まれる。
昭和9年の1100年御遠忌は、単なる宗教行事にとどまらず、大阪朝日新聞や東京日日新聞などの新聞社を巻き込んだ一大キャンペーンとなった。このキャンペーンのなかで、かつて「不純な思想を持ち込んだ」と批判された空海は、外来の思想を日本流に換骨奪胎して紹介し、日本文化の形成に一役買った人物として再び評価されるようになった。昭和9年は日本と中国の戦争すなわち日華事変がすでに開始しており、戦争に臨むにあたり「英雄」という存在のもとで国民を団結させる必要があったことから、空海が再評価されたとの見解もある。台湾には空海を祀る廟が存在する。
その後、昭和59年の御遠忌までには高野山道路が整備され、空海が入定された年とされる1150年御遠忌は参詣客が大幅に増え過去最高だった。当時の高野山の宿坊の参籠者はどこも定員をはるかに超し、客室以外の場所でも宿泊するほどの人出であった（高野山内寺院の関係者からの発言）。これに合わせて映画「空海」が制作され、全国的な盛り上がりとなる。

### 書家として

『風信帖』（1通目）空海筆

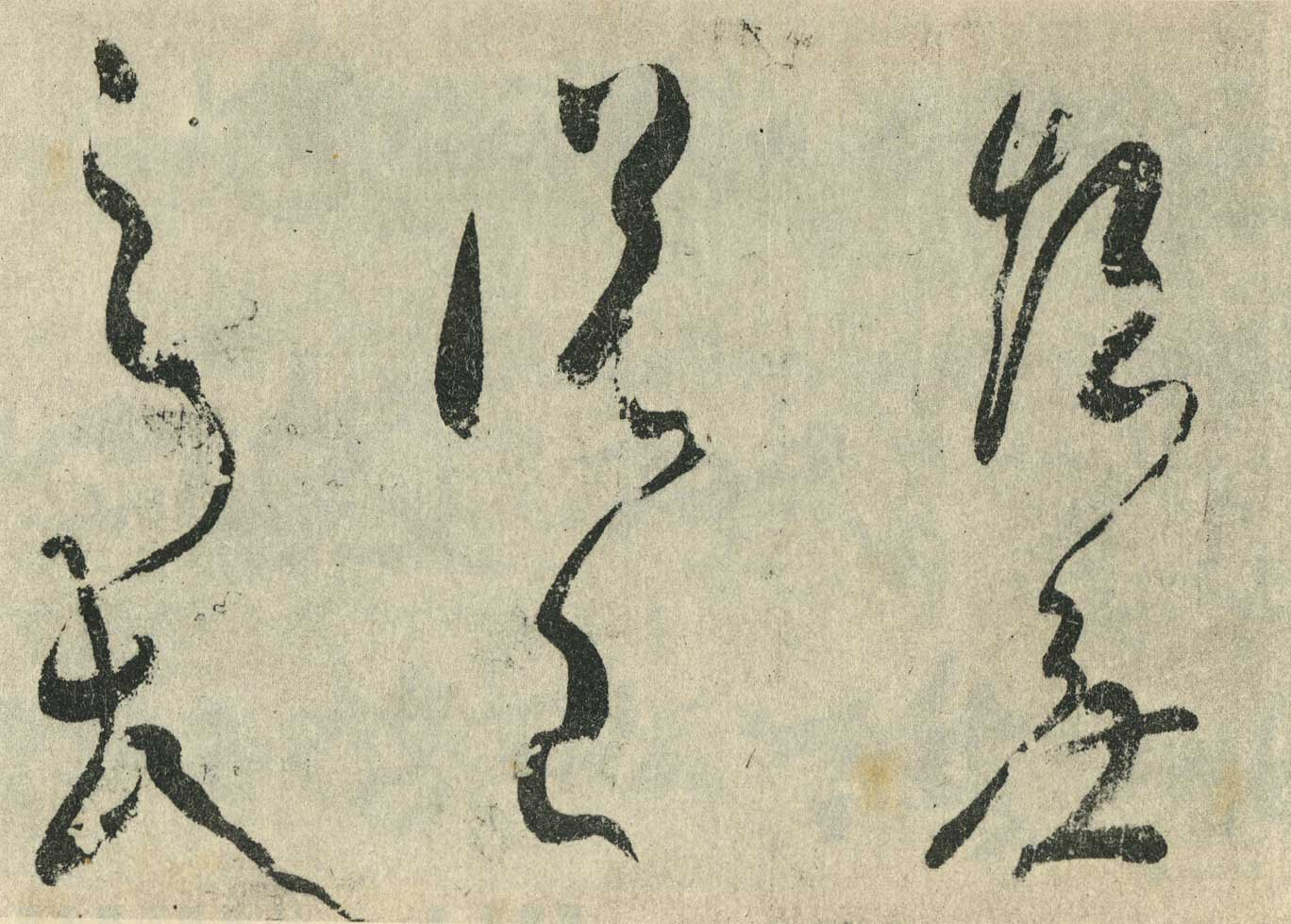
『崔子玉座右銘』（部分）空海筆
（「無道人之短 無説己之長」という句の太字部分）

書は在唐中、韓方明に学んだが、唐の地ですでに能書家として知られ、殊に王羲之や顔真卿の書風の影響を受け、また篆書、隷書、楷書、行書、草書、飛白のすべての体をよくした。日本では入木道の祖と仰がれ、書流は大師流と称された不世出の能書家である。真跡としては次のものがある。

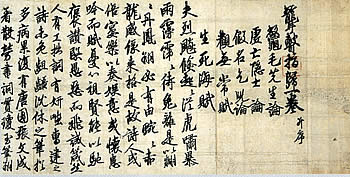
『聾瞽指帰』空海筆

聾瞽指帰（ろうこしいき）

『三教指帰』の初稿本に当るもので、2巻存し、入唐前、延暦16年24歳頃の書といわれる。書はやや硬いが筆力があり、後の『風信帖』に見られる書風とは異なる。空海の出身地を実証する資料とされ、嵯峨天皇へ献上されて嵯峨離宮、仙洞御所、大覚寺、西芳寺、仁和寺を経て、天文5年に堺の前田仲源五郎が金剛峯寺へ寄進する。現・金剛峯寺蔵。国宝。『聾瞽指帰』から『三教指帰』への改訂については三教指帰#「聾瞽指帰」から「三教指帰」へを参照のこと。
灌頂歴名（かんじょうれきめい）
弘仁3年から弘仁4年にかけて、空海が高雄山寺で金剛・胎蔵両界の灌頂を授けた時の人名を記録した手記である。処々書き直しているが、筆力、結構ともに流露している。神護寺蔵。国宝。
風信帖（ふうしんじょう）

国宝指定名称は『弘法大師筆尺牘（せきとく）』。空海が最澄に送った書状3通を1巻にまとめたもので、1通目の書き出しの句に因んで『風信帖』と呼ばれる。もとは5通あったが、1通は盗まれ、1通は豊臣秀次の所望により、天正20年献上したことが巻末の奥書きに記されている。現存の3通は、いずれも行草体の率意の書で、空海の書として『灌頂歴名』とともに絶品とされる。年号は不詳であるが、弘仁3年頃とされている。1通目は、9月11日付で「風信雲書」の書き出し。書風は謹厳である。2通目は、9月13日付で「忽披枉書」の書き出し。書風は精気があり、また情緒もある。3通目は、9月5日付で「忽恵書礼」の書き出し。流麗な草書体である。全体は王羲之の体である。東寺蔵。
崔子玉座右銘（さいしぎょく ざゆうめい/ざうめい）
後漢の崔瑗の『座右銘』100字を草書で2、3字ずつ、数十行に書いたものである。もとは白麻紙の横巻で高野山宝亀院の蔵であったが、今は同院に冒頭10字が残るだけで、ほかは諸家に分蔵され、100字中42字が現存する。字径が12cm - 16cmもあるので古筆家は『大字切』（だいじぎれ）と称している。
空海を含む讃岐の佐伯氏は、書と深く関わりを持っていた一族であったと考えられている。空海の門人で同じ佐伯氏の出身である実慧は若い頃に同じ一族と思われる讃岐国多度郡出身の佐伯酒麻呂らに儒学を学んだとされているが、実は酒麻呂は空海の実弟であり、彼とその一族が平安時代前期において、長期に渡って書博士の地位を占めていた事が『日本三代実録』に記されている。

### 文人として
空海は当代一流の文人としても知られる。勅撰三集の一つ『経国集』に8首の詩が入集しているが、これは入集した詩人全体の中で4番目に多い。空海の著作の一つ『文鏡秘府論』は詩作法・作文法の解説書で、その序文によれば、当時、多くの若者が詩作・作文の教授を乞うため空海のもとを訪れていたらしい。
また、空海の詩文を弟子の真済が集成した『性霊集』の序文によれば、空海は詩、上表文、碑銘文、願文などあらゆる種類の文を、草稿なしですぐに書き上げるのが常であったという。実際、『日本後紀』天長2年閏7月19日条は、仁王会の東宮講師に配された空海が、通例では当代の著名な文人にあらかじめ作らせておく呪願文を、講説の直前に即座に書き上げたと伝えている。

## 弘法大師の伝説

### 概要
弘法大師に関する伝説は、北海道を除く日本各地に5,000以上あり、歴史上の空海の足跡をはるかに越える。柳田國男は大子（オオゴ）伝説が大師伝説に転化したという説を提出している。中世、日本全国を勧進して廻った遊行僧である高野聖が弘法大師と解釈されたことも根拠となっているが、闇雲に多くの事象と弘法大師が結び付けられてはいない。寺院の建立や仏像などの彫刻、聖水、岩石、動植物など多岐にわたり、特に弘法水に関する伝説は日本各地に残っている。弘法大師が杖をつくと泉が湧き井戸や池となった、といった弘法水の伝承をもつ場所は日本全国で千数百件にのぼる。弘法水は、場所やそのいわれによって、「独鈷水」「御加持水」などと呼ばれている。

### 謀書の疑い

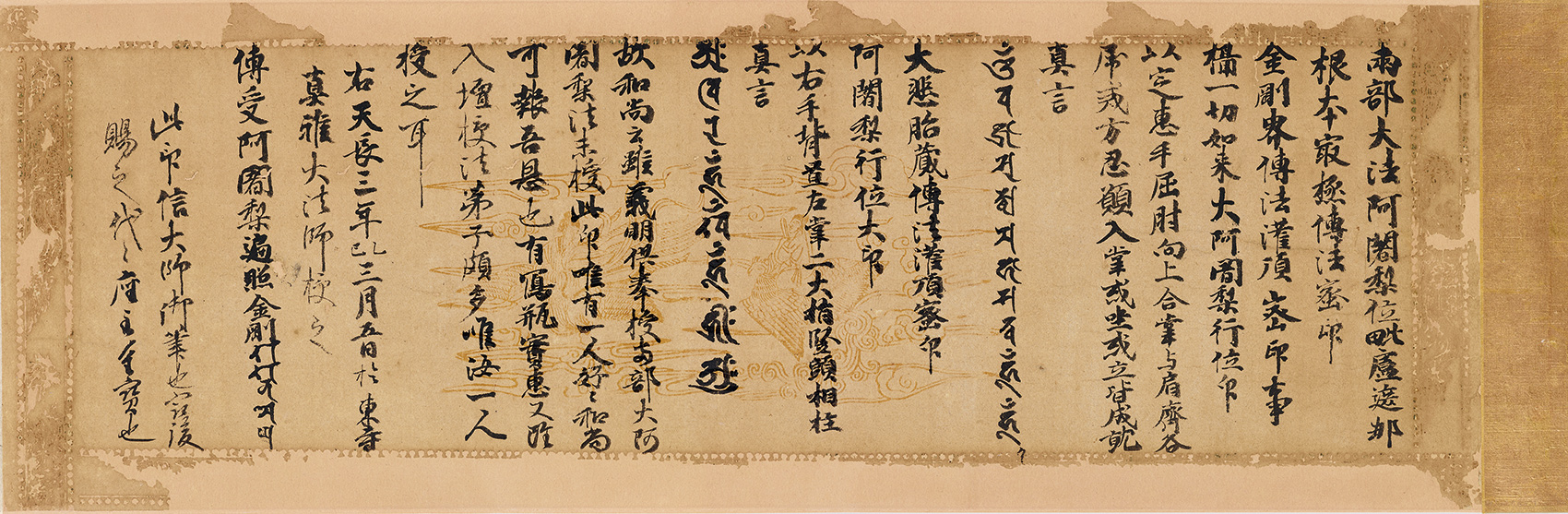
後醍醐天皇・文観房弘真作『後醍醐天皇宸翰天長印信（蠟牋）』（国宝、醍醐寺蔵）

真言宗の祖かつ三筆に数えられる能書家であることから、後世、謀書も作られたと言われている。例えば、天長3年（826年）3月5日に、高弟の真雅に唯授一人の印信（いんじん、奥義伝授の証明書）を授け、その『天長印信』というものが中世まで真言宗醍醐派の醍醐寺の至宝として伝わっていたが、後の研究では『天長印信』は謀書の一つと考えられている。
南北朝時代の延元4年/暦応2年（1339年）には、空海に帰依する後醍醐天皇が筆写しており、その作品『後醍醐天皇宸翰天長印信（蠟牋）』は国宝に指定されている。

### 開湯伝説
弘法大師が発見したとの伝承のある温泉は、日本各地に存在する。具体的には以下のとおり。
- あつみ温泉
- 大塩温泉
- 芦ノ牧温泉
- 出湯温泉
- 瀬戸口温泉
- 清津峡温泉
- 関温泉
- 燕温泉
- 川場温泉
- 法師温泉
- 修善寺温泉
- 伊豆山温泉
- 湯村温泉
- 鹿塩温泉
- 海の口温泉
- 赤引温泉
- 龍神温泉
- 関金温泉
- 湯免温泉
- 千羽温泉
- 清水温泉
- 東道後温泉
- 杖立温泉
- 熊の川温泉
- 波佐見温泉

これ以外にも後年、開湯伝説を作った際に名前が使われただけの温泉もある（高野聖のうちには、その離農的な性格から、いわゆる山師的なものもおり、それらが温泉を探り当てた際に宗祖たる空海の名を借用したともいわれている）。

### 伝説・伝承
以下は弘法大師が由来とされる伝説や伝承があるものである。
- 平仮名
- いろは歌
- 灸
- 讃岐うどん
- 手こね寿司
- 九条葱
- 曜日
- 水銀鉱脈の発見
- ダウジング
- 見附島 (石川県)
- 橋杭岩
- 小倉あん
- クワズイモ
- トチノキの実

- エツ - 日本では筑後川のみに生息する魚、絶滅危惧種
- 四国に狐がいないのは、弘法大師が鉄の橋が掛かるまで渡ってはならないと狐に命令したからという伝説[38]。20世紀になると、海底ケーブル[38]や瀬戸大橋[39]という「鉄の橋」ができたから狐が来るようになったかもしれない、との後日談が加わった。

### ことわざ・慣用句
弘法も筆の誤り
空海は嵯峨天皇からの勅命を得、大内裏應天門の額を書くことになったが、「應」の一番上の点を書き忘れ、まだれをがんだれにしてしまった。空海は掲げられた額を降ろさずに筆を投げつけて書き直したといわれている。このことわざには、現在、「たとえ大人物であっても、誰にでも間違いはあるもの」という意味だけが残っているが、本来は「さすが大師、書き直し方さえも常人とは違う」というほめ言葉の意味も含まれている。
弘法筆を選ばず
文字を書くのが上手な人間は、筆の良し悪しを問わないという意味のことわざ。ただし、性霊集には、よい筆を使うことができなかったので、うまく書けなかった、という、全く逆の意味の言及がある。良い道具の選択が重要であることも世には多く、「弘法筆を選ぶ」のように全く逆に転じた言い回しもある。
護摩の灰（ごまのはい）
「弘法大師が焚いた護摩の灰」と称する灰を、ご利益があるといって売りつける、旅の詐欺師をいう。後に転じて旅人の懐を狙う盗人全般を指すようになった。

## 関連する寺社
- 東寺
- 高野山
- 生駒聖天
- 善通寺
- 東大寺
- 弘法の滝護国寺
- 神護寺
- 乙訓寺
- 丹生都比売神社
- 観心寺
- 霊山寺
- 神泉苑
- 室戸岬
- 久安寺
- 太融寺
- 久米寺
- 大安寺
- 観世音寺
- 宝蔵院
- 明星院
- 最教寺
- 犬墓大師堂
- 今山大師寺

## 著作
『三教指帰』『風信帖』『文鏡秘府論』『十住心論』など多くの著作がある。

### 著作全集
- 『定本弘法大師全集』〈全11巻〉高野山密教文化研究所、1997年完結
- 『弘法大師空海全集』〈全8巻〉筑摩書房、1983-1986年、復刊2001年
- 『弘法大師著作全集』〈全4巻〉勝又俊教編、山喜房仏書林、復刊1994年

### 著作文庫・新書判
- 『空海 三教指帰、文鏡秘府論・序』福永光司訳注、中公クラシックス、2003年
- 『空海 「三教指帰」』加藤純隆／加藤精一訳注、角川ソフィア文庫、2007年
- 『空海 「秘蔵宝鑰」』加藤純隆／加藤精一訳注、角川ソフィア文庫、2010年
- 『空海 「般若心経秘鍵」』加藤精一訳注、角川ソフィア文庫、2011年5月
- 『空海 「即身成仏義」「声字実相義」「吽字義」』加藤精一訳注、角川ソフィア文庫、2013年7月
- 『空海 「弁顕密二教論」』加藤精一訳注、角川ソフィア文庫、2014年11月
- 『空海 「性霊集」抄』加藤精一訳注、角川ソフィア文庫、2015年11月
- 『空海コレクション1  秘蔵宝鑰、弁顕密二教論』宮坂宥勝監修、頼富本宏訳注、ちくま学芸文庫、2004年
- 『空海コレクション2  即身成仏義、声字実相義ほか』宮坂宥勝監修、頼富本宏ほか訳注、ちくま学芸文庫、2004年
- 『空海コレクション3・4 秘密曼荼羅十住心論 上・下』福田亮成校訂・訳注、ちくま学芸文庫、2013年10・11月

## 関連文献

### 研究書
- 吉田宏晢『空海思想の形成』春秋社、1993年
- 渡辺照宏・宮坂宥勝『沙門空海』ちくま学芸文庫、1993年※ - 新版再刊・以下も
- 宮坂宥勝・梅原猛『仏教の思想9 生命の海〈空海〉』角川文庫ソフィア、1996年※
- 松長有慶『空海・心の眼をひらく 弘法大師の生涯と密教』大法輪閣、2002年
- 宮坂宥勝『空海 生涯と思想』ちくま学芸文庫、2003年※
- 加藤精一『空海入門』角川ソフィア文庫、2012年※
- 篠原資明『空海と日本思想』岩波書店〈岩波新書〉、2012年12月。ISBN 9784004314004。全国書誌番号:22193773。
- 頼富本宏『空海と密教』吉川弘文館「読みなおす日本史」、2023年※
- 川﨑一洋『弘法大師空海と出会う』岩波書店〈岩波新書〉、2016年10月。ISBN 9784004316251。全国書誌番号:22816057。
- 松長有慶『空海』岩波書店〈岩波新書〉、2022年6月。ISBN 9784004319337。

### 小説
- 司馬遼太郎 『空海の風景』 中公文庫ほか
  - 英語版翻訳 『KUKAI THE UNIVERSAL』
- 陳舜臣 『曼陀羅の人  空海求法伝』 集英社文庫・たちばな出版ほか
- 高村薫 『空海』 新潮社
- 田中啓文 『銀河帝国の弘法も筆の誤り』 早川書房
- 夢枕獏『沙門空海 唐の国にて鬼と宴す』 徳間文庫・角川文庫
- 寺林峻 『空海 高野開山』 学陽書房
- 新田純子 『空の如く 海の如く』 毎日ワンズ

### エッセイ
- 岳真也 『此処にいる空海』 牧野出版

## 関連作品

### 映画
- 『空海』 監督：佐藤純彌 主演：北大路欣也 脚本：早坂暁 音楽：ツトム・ヤマシタ
- 『曼荼羅 若き日の弘法大師・空海』 監督：テン・ウェンジャ 主演：永島敏行 音楽：喜多嶋修
- 『空海-KU-KAI- 美しき王妃の謎』 監督：チェン・カイコー 主演：染谷将太、ホアン・シュアン 原作：夢枕獏『沙門空海 唐の国にて鬼と宴す』[41]

### ドキュメンタリー
- NHKスペシャル『空海の風景』 前編「大唐渡海の夢」、後編「弘法大師への道」 原作：司馬遼太郎
- 『空海への道』 第1巻「同行二人 四国遍路 今に生きる空海」 第2巻「甦る空海の生涯」 第3巻「空海 ふたつの素顔」 出演：一龍斎貞山、河野多紀、内海清美、早坂暁、植木等、井沢元彦、古井由吉
- 新日本風土記「空海の旅」（2020年6月25日、NHK BSP）[42]

### 漫画
- ジョージ秋山『弘法大師空海』
- おかざき真里『阿・吽』
- 大西実生子（原作：夢枕獏）『沙門空海 唐の国にて鬼と宴す』

### 音楽
- 鄒野（英語版）「交響曲『空海』」（2023年初演）[43]